# Josef Boleslav Pecka
Josef Boleslav Pecka (19. září 1849 Praha-Hradčany – 25. července 1897 Chicago) byl žurnalista a básník, představitel první generace dělnických autorů spjatých se založením sociálně demokratické strany, tvůrce známých dělnických básní a písní.
V roce 1878 spoluzakládal Sociálně demokratickou stranu českoslovanskou v Rakousku. Byl několikrát vězněn; v roce 1885 emigroval do USA, kde prošel vývojem od anarchismu k umírněnému socialismu.

## Život

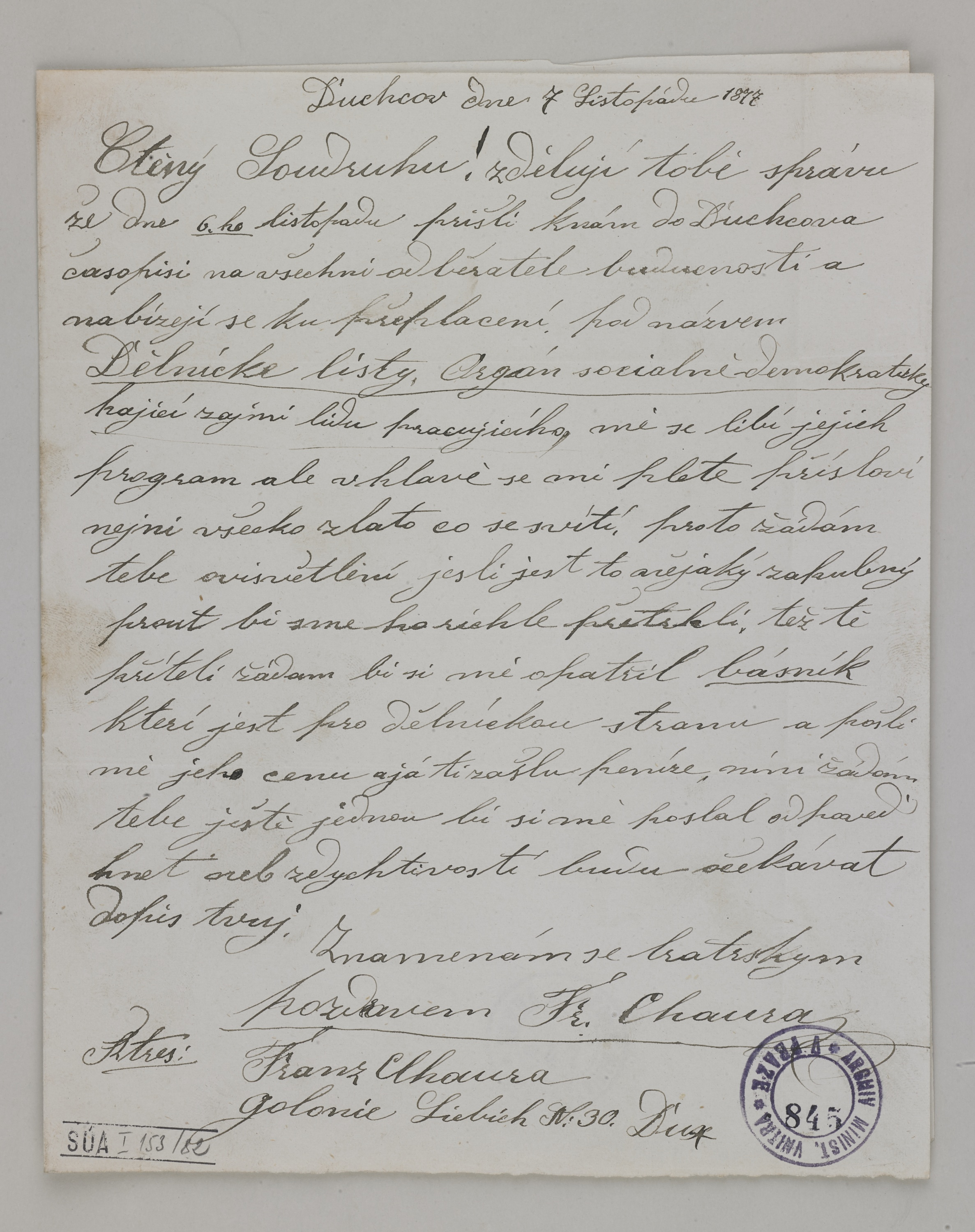
Jeden z dopisů zabavený Peckovi po tzv. břevnovském sjezdu. (SOA Praha)

Josef Boleslav Pecka byl synem tkalce, sám také pracoval jako slévač a tkadlec. Od mládí se sám vzdělával a četl socialistickou literaturu a brzy se účastnil politických zápasů. Celý život i svou literární činnost spojil s dělnickým hnutím a podílel se rovněž na založení české sociální demokracie v roce 1878 v hostinci U Kaštanu. Psal do různých časopisů a kalendářů vydávaných pro dělníky, stal se členem redakce Dělnických listů a roku 1874 založil s Ladislavem Zápotockým první samostatné dělnické noviny Budoucnost. Potom opět vstoupil do redakce obnovených Dělnických listů, přešel s nimi do Vídně (1881), kde se dostal pod vliv anarchistického radikalismu. V protisocialistickém procesu vedeném v Praze byl odsouzen na 14 měsíců za to, že „složením a rozšiřováním rozličných socialistických písní a básní, zejména písně Vzhůru, bratři, doba vzchází a básně Jméno královské, porušil úctu k císaři“. Po propuštění (1884) pracoval ještě krátce jako novinář v Brně, v Bratislavě a v Prostějově, ale rok nato, za stupňované perzekuce, odjel do Spojených států, stejně jako další literárně činní představitelé dělnického hnutí (Norbert Zoula, Leopold Kochman, František Hlaváček). Snažil se i nadále působit politicky a byl členem různých redakcí. Zemřel 25. července 1897 v Chicagu a byl zde pohřben na Českém národním hřbitově.

## Tvorba
Pecka patří mezi průkopníky revoluční žurnalistiky. Do různých novin a časopisů přispíval články, verši a povídkami, vždycky orientovanými na dělnické čtenáře. Nové pojetí literatury ve vztahu k dělnickému hnutí vyložil v úvaze Umění a socialismus (č. 1880); zdůrazňoval potřebnost kultury pro socialismus a uvědomoval si, že teprve v nových podmínkách společenských bude moci vznikat umění odpovídající skutečným zájmům lidu.

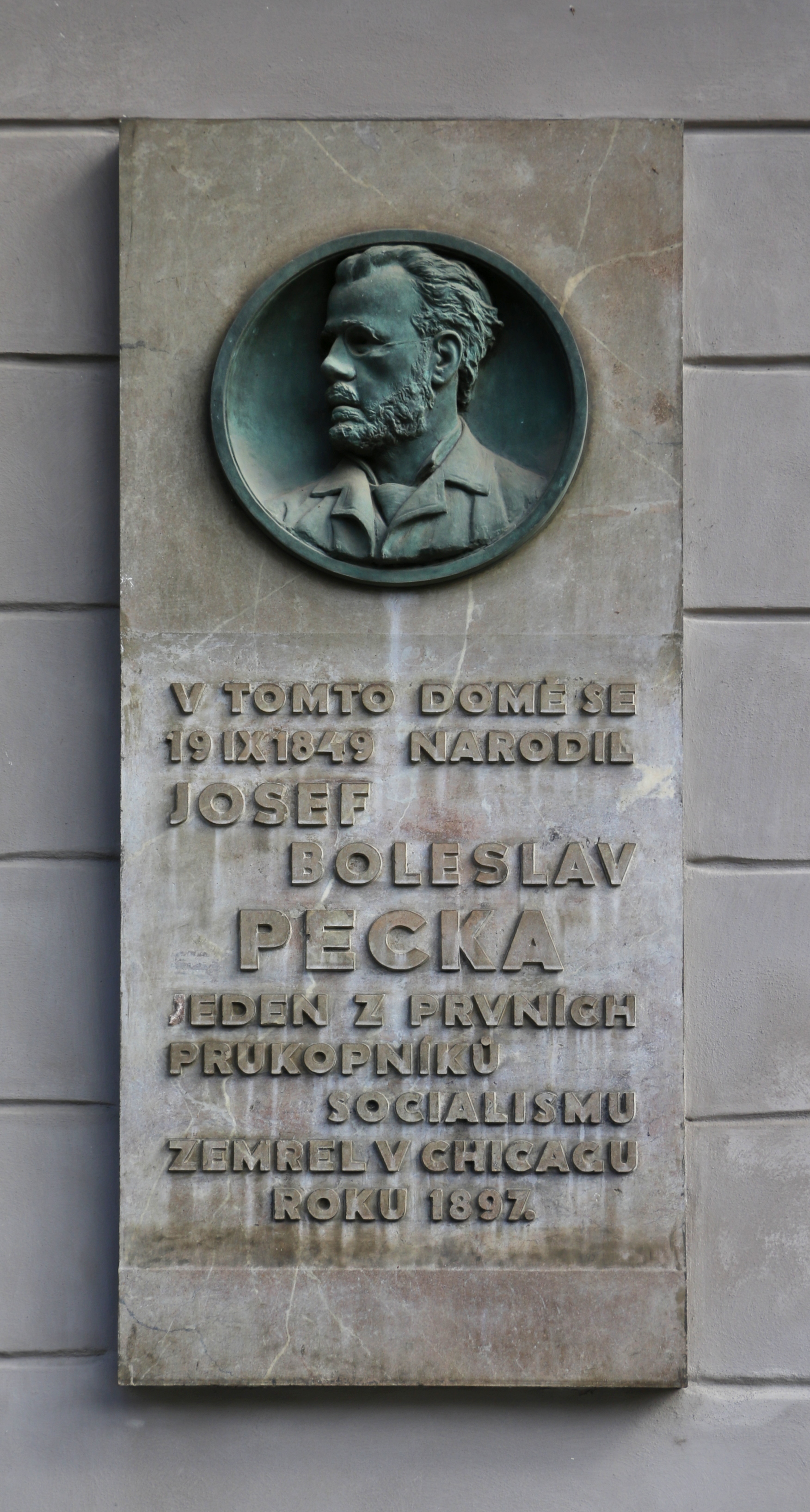
Pamětní deska na rodném domě na Hradčanech

Především byl J. B. Pecka (Strahovský) známý četnými revolučními písněmi, jež vedly dělníky k třídnímu vědomí a udržovaly revoluční odhodlání. Hlavním námětem jeho veršů byla bída a perzekuce proletariátu (např. báseň Ve vězení) a potom myšlenka revoluce a politického boje za společnou rovnost a spravedlnost. Nejpůsobivější formou této poezie byla píseň, buď skutečně zpívaná na lidové a zlidovělé melodie, nebo recitovaná, ale vždy počítající s přímým agitačním účinkem. Peckovy písně, hojně užívající ustálených symbolických obrazů (okovy, prapor, otrok atd.), usilovaly o jasnou srozumitelnost, o jednoznačnost myšlenek a o silné citové působení. Často si braly motivy ze života proletářů, oslavovaly lidskou práci, vycházely z aktuálních událostí dělnického hnutí (Pařížská komuna) a útočily ironií a satirou proti buržoazii (Staročeský poslanec). Tlumočily kolektivní hněv, revoluční nálady, víru ve vítězství (Můj příteli, jen nezoufej). Žily dlouho na politických schůzích a demonstracích a šířily se v opisech.
K vydání Peckových básní došlo až posmrtně v Chicagu v neúplném souboru Sebrané básně (1899). Ve Spojených státech byl rovněž vytištěn Peckou uspořádaný Zpěvník českých dělnických písní (1887), zachovávající většinou podle paměti starší texty a verše dalších dělnických básníků, kteří emigrovali do Ameriky.

## Dílo

### Jednotlivé básně
- Jsem samoten – z výboru Poesie sociální (1902)
- Nevěřím! – z výboru Poesie sociální (1902)
- Ta pravá láska – uveřejněno v almanachu jihočeské omladiny Anemonky (1871)
- Tartar – z výboru Poesie sociální (1902)
- Umíralo slunko – z výboru Poesie sociální (1902), uveřejněno též v almanachu jihočeské omladiny Anemonky (1871)
- Vrabec u vězení – z výboru Poesie sociální (1902)